# Angel Garza
Humberto Garza Solano (Monterrey, 23 de setembro de 1992) é um lutador mexicano de luta livre profissional. Ele trabalha atualmente para a WWE, onde atua na marca SmackDown sob o nome de ringue Angel (abreviado de seu nome anterior Angel Garza). Ele é metade de Los Garza, ao lado de seu primo Berto. Ele também é membro do Legado Del Fantasma.
Ele é um lutador da terceira geração, neto do luchador Mario Segura, conhecido como El Ninja. De sua estréia em 2008 até 2015, Garza trabalhou sob o nome de El Hijo del Ninja ("O Filho do Ninja"). É sobrinho de Héctor Garza e Humberto Garza Jr. e sobrinho-neto de Humberto Segura Garza. Ele é primo do lutador da WWE Humberto Carrillo, que foi seu parceiro de duplas no México e atualmente está na WWE. Garza originalmente trabalhou como um enmascarado, ou lutador mascarado, mas voluntariamente desmascarado em 2012 no final da série de um reality show de namoro e tem trabalhado desmascarado desde então.
Como Garza Jr., ele trabalhou anteriormente para o Impact Wrestling nos Estados Unidos, para a Lucha Libre AAA Worldwide e no circuito independente mexicano para várias promoções, incluindo The Crash Lucha Libre. Garza Jr., junto com Penta el 0M, Rey Fénix e Daga formaram La Rebelión no circuito independente depois de deixar Lucha Libre AAA Worldwide. Ele assinou com a WWE em 2019 e foi designado para o NXT, lutando sob seu atual nome de ringue, onde foi uma vez campeão dos pesos-médios do NXT.

## Carreira na luta livre profissional

### Início de carreira (2008–2015)
Garza foi treinado por seu avô Mario Segura, bem como El Hijo del Gladiador antes de sua estreia na lucha libre em 8 de novembro de 2008, usando o nome no ringue El Hijo del Ninja ("O Filho do Ninja"), um enmascarado ou mascarado personagem de luta livre. Inicialmente, ele trabalhou para a Federacion Internacional de Lucha Libre (FILL), promovendo shows em sua cidade natal, Monterrey, Nuevo León. Em 25 de agosto de 2009, El Hijo del Ninja ganhou a Copa Arena Coliseo Monterrey derrotando Pee-Wee, Kaientai, Angel Dorada Jr. e Hombre Sin Miedo em sucessão para ganhar a taça. Ele seguiu sua vitória no torneio ao vencer o Campeonato Meio Pesado da FILL no mesmo ano. Ele ganharia sua primeira Lucha de Apuestas, ou "jogo de aposta", em 30 de setembro de 2009, quando derrotou Black Morse, forçando-o a desmascarar como resultado da estipulação. Uma vitória na Lucha de Apuestas é geralmente considerada uma conquista maior do que uma vitória no campeonato e é um indicador de um "empurrão" promocional. Ele fecharia o ano em mais uma partida da Lucha de Apuestas, desta vez um Relevos Suicida onde se juntou ao Silver Star para enfrentar a equipe de Memo Valles e Coco Viper. Como El Hijo del Ninja e Memo Valles foram derrotados na luta, os dois foram forçados a lutar entre si arriscando a máscara de El Hijo del Ninja e o cabelo de Memo Valles. Com a vitória, El Hijo del Ninja forçou Memo Valles a ter todo o cabelo raspado. Em 2010 ele ganhou outra Lucha de Apuestas, forçando Estrella Dorada Jr. a ter todo o cabelo raspado. Em 2011 El Hijo del Ninja ganhou o torneio FILL Rey del Aire ("Rei do Ar").
No final do outono de 2011, uma nova promoção começou a realizar shows em Monterrey, Llaves y Candados (LyC), assumindo os shows na Arena Coliseo Monterrey. Em 18 de setembro daquele ano, El Hijo del Ninja venceu o Campeonato da LyC. Mais tarde, ele desistiria do campeonato quando a promoção o abandonou. Em 2012, El Hijo del Ninja participou de um reality show de namoro mexicano chamado Mitad y Mitad: Lucha por el Amor ("Meio e Meio: Luta por Amor"), onde ele desmascarou voluntariamente no final do show, tirando a máscara de El Hijo del Ninja na televisão nacional para mostrar publicamente seu rosto pela primeira vez desde sua carreira profissional na luta livre. Daquele ponto em diante, ele lutaria sem máscara. A aparição no programa de TV levou a uma briga com a celebridade/lutador local Konan Big, uma briga de enredo que levou a uma luta de Lucha de Apuestas entre os dois. Foi originalmente programado para ser uma partida individual onde El Hijo del Ninja "aposta" seu cabelo enquanto Konan Big "aposta" sua esposa no resultado da partida. Durante a preparação para a luta em si, tanto Silencio quanto o show de Konan Big, El Hijo de Konan Big se envolveram, transformando-a em uma luta four-way em uma jaula de aço. Silencio foi o primeiro lutador a deixar a jaula, seguido por Konan Big. No final, El Hijo del Ninja conseguiu escapar da jaula, forçando El Hijo de Konan Big a ter todo o cabelo raspado.
Em 2014, algumas fontes da mídia de luta livre mexicana relataram que a Total Nonstop Action Wrestling (TNA) estava interessada em assinar um contrato com El Hijo del Ninja, mas nada substancial veio dos rumores na época. Em 2015, El Hijo del Ninja e seu primo Último Ninja venceram o Campeonato de Duplas da LyC, apenas para perdê-los para a equipe de lendas da lucha libre Dr. Wagner Jr. e Silver King, como parte de uma disputa entre a família Garza e La Dinastia Wagner. O enredo levou a uma luta de gaiola de aço de seis homens, onde El Hijo del Ninja, El Ninja Jr. e Último Ninja enfrentaram Dr. Wagner Jr. El Hijo del Dr. Wagner Jr. e Silver King Jr., com o último homem em a gaiola sendo forçada a desmascarar. No final, El Hijo del Ninja foi o último homem a escapar da jaula, enquanto Silver King Jr. foi deixado no ringue e, portanto, teve que desmascarar como resultado. Durante a primavera de 2016, Garza Jr. foi convidado para o WWE Performance Center em Orlando, Flórida, como parte da pesquisa da WWE para o próximo Cruiserweight Classic, mas acabou não participando do torneio. Em 13 de agosto de 2016, os primos Garza derrotaram Tony Casanova e Zarco para ganhar o Campeonato de Duplas da The Crash em um show em Tijuana, Baja California.

### Lucha Libre AAA Worldwide (2015–2017)
Garza começou a trabalhar para a Lucha Libre AAA Worldwide (AAA), uma das maiores promoções de luta livre do México, em 2015, onde foi introduzida sob o nome de ringue "Garza Jr.", abandonando o apelido de "El Hijo del Ninja". Sua primeira partida AAA foi no Héroes Inmortales IX, realizada em 4 de outubro de 2015. Ele foi apresentado como "Garza Jr." pela primeira vez, adotando tanto a engrenagem anelar quanto os maneirismos parecidos com seu tio Héctor. Garza Jr. juntou-se com Psycho Clown e Rey Mysterio Jr. para derrotar o trio de Myzteziz, El Texano Jr. e El Hijo del Fantasma no evento semi-principal do show. Garza Jr. juntou-se a La Parka e Electroshock para competir pelo vago Campeonato Mundial de Trios da AAA no show Guerra de Titanes de 2016. A luta também foi um combate triplo que incluiu o trio de El Hijo de Pirata Morgan, Hijo del Fantasma e Taurus e o trio vencedor de Dark Cuervo, Dark Scoria e El Zorro. Garza Jr. não se classificou para as finais do torneio Rey de Reyes de 2016, pois foi eliminado pelo Blue Demon Jr. Em abril de 2016, Garza Jr. foi derrotado por El Texano Jr. e, portanto, não conseguiu se classificar para o Lucha Libre World Cup de 2016. Garza Jr. juntou-se a El Hijo del Fantasma para uma luta pelo Campeonato Mundial de Duplas da AAA no Triplemanía XXIV contra os campeões Los Güeros del Cielo (Angélico e Jack Evans), Drago e Aero Star, Paul London e Matt Cross. No final Drago e Aero Star venceram a luta e o campeonato. Depois de várias lutas no meio do card, Garza Jr. competiu no evento principal de Héroes Inmortales X, pouco mais de um ano após sua estreia no AAA. Garza Jr. desafiou sem sucesso Johnny Mundo pelo Campeonato Latino-Americano da AAA em uma luta que estava originalmente programada para ser mais baixa no card, mas foi transferida para o evento principal na noite do show. Três meses depois, Garza Jr. esteve envolvido em outra luta em destaque, desta vez no show Guerra de Titanes de 2017, onde lutou e perdeu para El Hijo del Fantasma em uma luta onde o Campeonato Mundial de Pesos-Médios da AAA estava em jogo.

### Circuito independente mexicano (2017–2019)
Em 21 de janeiro de 2017, um dia depois de Guerra de Titanes, Garza Jr. deixou AAA e fez uma aparição surpresa em um show "The Crash" em Tijuana, Baja California ao lado de Daga e Pentagón Jr., que também deixaram AAA. Ao trio se juntou Rey Fénix, afirmando que agora eram independentes da AAA e formavam um grupo. Mais tarde naquela noite Garza Jr. juntou-se a Daga para competir em uma partida de cinco equipes contra Pentagón Jr./Rey Fénix, Matt Hardy/Jeff Hardy, Bestia 666/Nicho El Millonario e Juventud Guerrera/Super Crazy que foi vencida por Pentagón Jr. e Rey Fénix. Na mesma noite foi anunciado que O Campeonato de Duplas da The Crash estava vago, tirando Garza Jr. e Último Ninja do campeonato para permitir que Broken Hardys ganhasse o campeonato no evento principal do show ao derrotar Juventud Guerrera e Super Crazy. Em entrevistas subsequentes, Garza afirmou que o AAA o impedia de ganhar mais dinheiro; quando os promotores de todo o México perguntavam se Garza Jr. estaria disponível para lutar em seus shows, a AAA costumava dizer aos promotores que Garza Jr. já estava contratado, apenas para não lhe dar trabalho nessas datas. O grupo de Penta, Rey Fénix, Daga e Garza Jr. anunciou mais tarde que não usaria o nome Perros del Mal para o grupo. O grupo foi nomeado La Rebelión e mais tarde incluiria El Zorro e Rey Mysterio Jr..

### Impact Wrestling (2017–2018)
Garza Jr., ao lado do lutador mexicano Laredo Kid, fez sua estreia surpresa no Impact Wrestling de Orlando, Flórida, em seu programa de TV gravado em 2 de março de 2017. Os dois fizeram sua estreia no ringue derrotando Eli Drake e Tyrus. Dois dias depois Garza Jr. e Laredo Kid participaram de uma luta de 4 equipes pelo Campeonato Mundial de Duplas da Impact Wrestling, contra The Latin American Xchange, Decay e Reno SCUM, que foi vencida por LAX representado por Santana e Ortiz. No Slammiversary XV, Garza Jr. e Laredo Kid competiram em uma luta de 4 duplas pelo Campeonatos Mundial de Duplas da Impact e GFW que foi vencida pelo The Latin American Xchange. no Bound for Glory, Garza Jr. competiu em uma luta six-way pelo Campeonato Impact X Division que foi vencido por Trevor Lee.

### WWE

#### Campeão dos Pesos-Médios do NXT (2019–2020)
Em 18 de abril de 2019, foi anunciado que ele assinou um contrato com a WWE e começou a trabalhar em seu Performance Center, e seu nome no ringue foi alterado para Angel Garza. Em junho, foi anunciado que Garza irá competir em um torneio chamado NXT Breakout Tournament, onde ele fez sua estreia no episódio de 26 de junho do NXT como heel, derrotando Joaquin Wilde na primeira rodada do torneio, mas perdendo para Jordan Myles nas semifinais em 24 de julho no episódio do NXT. No episódio de 20 de agosto do 205 Live, Garza estreou na marca enquanto cimentava seu heel turn, competindo no time de Drew Gulak em uma luta de dez homens contra o time de Oney Lorcan, onde o time de Lorcan foi vitorioso.
No episódio de 6 de novembro do NXT, Garza derrotou Tony Nese para se tornar o desafiante número um pelo NXT Cruiserweight Championship contra Lio Rush,[33] mas Garza não conseguiu derrotar Rush na semana seguinte no NXT.[34] No episódio de 11 de dezembro do NXT, Garza derrotou Rush para ganhar o NXT Cruiserweight Championship, seu primeiro título na WWE.[35] Em 25 de janeiro de 2020, no Worlds Collide, Garza perdeu o título para Jordan Devlin em uma luta fatal four-way, envolvendo também Travis Banks e Isaiah "Swerve" Scott, que Devlin derrotou.[36] No episódio de 5 de fevereiro do NXT, depois de derrotar Isaiah "Swerve" Scott, ele chamou Jordan Devlin, querendo uma revanche, já que Devlin não derrotou Garza para ganhar o título.[37] Na semana seguinte no NXT, Garza foi derrotado por Lio Rush em uma luta pelo NXT Cruiserweight Championship.[38]

#### Aliança com Andrade (2020–2021)
Em 3 de fevereiro no episódio do Raw, Garza fez sua estréia na marca como um associado de Zelina Vega e se opôs a seu primo Humberto Carrillo, agredindo violentamente Carrillo até que este foi resgatado por Rey Mysterio. Garza posteriormente enfrentou Mysterio, onde Garza perdeu por desqualificação, depois de realizar um DDT em Mysterio no chão de concreto. Garza estava programado para se juntar ao outro associado de Vega, Andrade, para enfrentar The Street Profits (Angelo Dawkins e Montez Ford) pelo Campeonato de Duplas do Raw na WrestleMania 36, mas Andrade foi removido dessa luta devido a uma lesão e foi substituído por Austin Theory , que é outro associado de Vega. Na WrestleMania, Garza e Theory não conseguiram conquistar os títulos. No Raw de 13 de abril, Garza, Andrade e Theory atacaram Akira Tozawa enquanto os três posavam juntos, confirmando seu status de facção. No entanto, no episódio de 18 de maio do Raw, eles expulsaram Theory por acidentalmente custar-lhes uma luta contra Kevin Owens e Apollo Crews. Na semana seguinte no Raw, Garza derrotou Kevin Owens em uma vitória surpreendente. No Raw de 8 de junho, Garza competiu em um combate triplo contra Andrade e Owens por uma oportunidade pelo Campeonato dos Estados Unidos no Backlash, mas foi derrotado por Andrade. Durante a luta, Andrade e Garza acidentalmente nocautearam Vega após uma discussão. No Backlash, Garza tentou ajudar Andrade a derrotar Crews, mas foi surpreendido por Owens no ringue, o que levou Crews a manter o título. Na noite seguinte no Raw, Garza perdeu para Owens depois que a interferência de Andrade.
No Raw de 22 de junho, Garza e Andrade atacaram os Street Profits após sua luta com os Viking Raiders, fazendo suas intenções conhecidas pelos títulos de duplas do Raw. Ao longo das semanas seguintes, Garza e Andrade iriam rivalizar com os Viking Raiders derrotando-os em uma luta de eliminação de duplas, mas lutaram para entrar na mesma página como uma dupla. Andrade e Garza começariam a coexistir como uma dupla quando derrotaram The Viking Raiders e Cedric Alexander e Ricochet para ganhar uma oportunidade pelo título contra Street Profits no SummerSlam. No evento eles foram derrotados pelo Street Profits após uma falha de comunicação entre Garza e Andrade. No episódio do Raw de 14 de setembro, Vega terminou sua associação com Garza e Andrade, tendo o suficiente deles constantemente discutindo e brigando entre si. Na semana seguinte no Raw, Garza e Andrade (sem Vega) derrotaram Seth Rollins e Murphy e Dominik Mysterio e Humberto Carrillo para mais uma vez se tornarem desafiantes ao título de duplas do Raw contra os Street Profits no Clash of Champions. No evento, eles mais uma vez não conseguiram conquistar os títulos, pois Garza sofreu uma lesão no joelho legítima durante a partida, causando um final rápido e inesperado para a partida. No dia seguinte, Dave Meltzer informou que, apesar do final fracassado, os Street Profits estavam originalmente programados para vencer a partida e que os planos não mudaram por causa da lesão legítima...
Garza retornou no Raw de 12 de outubro, derrotando Andrade, separando oficialmente a equipe. Em 31 de dezembro de 2020, Garza ganhou seu primeiro Campeonato da WWE 24/7 de R-Truth durante uma festa de Ano Novo que foi transmitida ao vivo no TikTok. No entanto, no episódio do Raw de 4 de janeiro de 2021, The Boogeyman apareceu e o assustou, sendo derrotado por R-Truth para reter o título do Campeonato 24/7. Na edição de 3 de maio do Raw, Gulak confrontou Garza, o que levou a uma luta que Garza ganhou. Durante o pós-jogo, Garza enfiou uma rosa nas calças de Gulak e depois a chutou.

#### Los Lotharios (2021–presente)
Nos meses seguintes, Garza ocasionalmente era visto nos bastidores perseguindo o Campeonato 24/7. No Raw de 20 de setembro, Garza formou uma dupla com seu primo Humberto Carrillo, derrotando Mansoor e Mustafa Ali. Como parte do Draft de 2021, Garza e Carrillo foram convocados para a marca SmackDown. No episódio de 5 de novembro do SmackDown, a equipe foi nomeada Los Lotharios, com Garza e Carrillo encurtando seus nomes de ringue, sendo anunciados como Angel e Humberto.

## Vida pessoal
Humberto Garza Solano nasceu em 23 de setembro de 1992, em Monterrey, Nuevo León, México. Ele é neto do lutador profissional Mike Segura, também conhecido como "El Ninja". Garza recebeu o nome de seu tio-avô, lutador profissional Humberto Garza (nome real Humberto Segura Garza). Ele é sobrinho dos lutadores profissionais Humberto Garza Jr., Héctor Garza, e El Ninja Jr. Dois de seus primos também são lutadores profissionais, Humberto Carrillo (filho de Humberto Garza Jr.) e El Sultán (filho de Héctor Garza).
Em 11 de dezembro de 2019, imediatamente após ganhar o Campeonato dos Pesos-Médios do NXT, Garza pediu em casamento a jornalista esportiva Zaide Lozano no meio do ringue. Eles se casaram em 23 de julho de 2020. Em 30 de janeiro de 2022, Garza anunciou que ele e Lozano estão esperando seu primeiro filho.

## Títulos e prêmios
- The Crash Lucha Libre

Angel (direita) e seu primo Berto (esquerda), que formam a dupla Los Garzas, como campeões mundiais de duplas da AAA.

  - Campeonato de Duplas (1 vez) – com Último Ninja
- Federación Internacional de Lucha Libre
  - Campeonato Meio Pesado (1 vez)
  - Torneio Rey del Aire: 2011
  - Copa Arena Coliseo Monterrey: 2009
- Impact Wrestling
  - Turkey Bowl (2017) – com Eddie Edwards, Allie, Richard Justice e Fallah Bahh
- Llaves y Candados
  - Campeonato da LyC (1 vez)
  - Campeonato de Duplas da LyC (1 vez) – com Último Ninja
- Lucha Libre AAA Worldwide
  - AAA World Tag Team Championship (1 vez) – com Berto[41]
- Pro Wrestling Illustrated
  - Classificado em 109º entre os 500 melhores lutadores individuais no PWI 500 em 2020[42]
- Pro Wrestling Blitz
  - PWB Tag Team Championship (1 vez) – com Laredo Kid
- WWE
  - Campeonato dos Pesos-Médios do NXT (1 vez)[43]
  - Campeonato 24/7 (1 vez)[44]

## Recorde deLuchas de Apuestas
| Vencedor (aposta)           | Perdedor (aposta)                   | Localização              | Evento                    | Data                   | Notes  |
| --------------------------- | ----------------------------------- | ------------------------ | ------------------------- | ---------------------- | ------ |
| El Hijo del Ninja (máscara) | Black Morse (máscara)               | Monterrey, Nuevo León    | FILL Show                 | 13 de setembro de 2009 |        |
| El Hijo del Ninja (máscara) | Memo Valles (cabelo)                | Monterrey, Nuevo León    | FILL Show                 | 3 de novembro de 2009  |        |
| El Hijo del Ninja (máscara) | Estrella Dorada Jr. (cabelo)        | Monterrey, Nuevo León    | FILL Show                 | 26 de setembro de 2010 |        |
| El Hijo del Ninja (cabelo)  | El Hijo de Konan Big (cabelo)       | Monterrey, Nuevo León    | LyC Show                  | 16 de dezembro de 2012 |        |
| Empate                      | El Hijo del Ninja/Cipriano (cabelo) | Monterrey, Nuevo León    | LyC Show                  | 29 de abril de 2013    |        |
| Garza Jr. (cabelo)          | Silver King Jr. (máscara)           | Monterrey, Nuevo León    | Coliseomanía III          | 11 de outubro de 2015  | [ 6 ]  |
| Garza Jr. (cabelo)          | Samurai VIP (cabelo)                | Ciudad Juárez, Chihuahua | Live event                | 16 de julho de 2017    |        |
| Bestia 666 (cabelo)         | Garza Jr. (cabelo)                  | Tijuana, Baja California | The Crash VII Aniversario | 3 de novembro de 2018  | [ 45 ] |